# بیضایی (نام خانوادگی)
بیضایی یا بیضائی یک نام خانوادگی‌ست.
افراد سرشناس با این نام از این قرارند:

## خانوادهٔ بیضائی کاشانی
- بهرام بیضایی، فیلم‌ساز و نویسنده
- ادیب بیضایی آرانی، شاعر
- ذکایی بیضایی آرانی، شاعر
- پرتو بیضایی آرانی، شاعر
- سیاوش بیضایی، موسیقی‌دان
- ادب بیضایی، شاعر
- نیلوفر بیضایی، کارگردان تئاتر
- شادی بیضایی، شاعر و نویسنده ادبیات کودک و نوجوان

## دیگر
- سودابه بیضایی، هنرپیشه